# Гарнага Іван Володимирович
Іва́н Володи́мирович Гарна́га (* 13 січня 1924, село Блощинці, нині Білоцерківського району Київської області — травень 2012) — український архівіст, краєзнавець.

## Біографія
З 13 січня 1944 року — в лавах Червоної армії. Служив у 650-му полку Червонопрапорної стрілецької дивізії у складі 18-ї армії 4-го Українського фронту. У вересні 1944 року в районі Косова Івано-Франківської області після важкого поранення втратив ногу. З госпіталю повернувся аж у грудні 1945-го. 1946 року без іспитів, як володар атестата з відзнакою та інвалід-фронтовик, поступив на історичний факультет Київського університету, обрав спеціалізацію архівіста, став студентом історико-архівного відділення, яке закінчив 1951 року. З 1951 року — старший методист, з 1953 року — керівник групи використання документів, з 1959 року — заступник директора, з 1971 року — директор, з 1981 року — завідувач відділу Державного архіву Хмельницької області (Кам'янець-Подільський), з 1990 року — пенсіонер.
Активно співпрацював із редакцією «Української радянської енциклопедії» (в перше видання УРЕ вміщено 27 статей Івана Гарнаги про Поділля). Співавтор путівника «Кам'янець-Подільський», що зазнав кількох видань, нарису «Кам'янець-Подільський», що ввійшов до тому історії населених пунктів Хмельницької області, багатьох інших матеріалів. Опублікував до 650 праць із поділлєзнавства.
Помер у травні 2012 року .

## Публікації
- Гарнага І. В. Кам'янець-Подільський // Радянська енциклопедія історії України. — Т. 2. — К., 1970. — С. 301.
- Александра М. Ф., Винокур І. С., Гарнага І. В., Коваленко Л. А., Ланевський В. П. Кам'янець-Подільський // Історія міст і сіл Української РСР. Хмельницька область. — К., 1971. — С. 297—323.
- Гарнага І. В., Драгобецький В. Ф. Нігин // Історія міст і сіл Української РСР. Хмельницька область. — К., 1971. — С. 333—341.